# 990'erne
Århundreder: 9. århundrede – 10. århundrede – 11. århundrede
Årtier: 940'erne 950'erne 960'erne 970'erne 980'erne – 990'erne – 1000'erne 1010'erne 1020'erne 1030'erne 1040'erne
År: 990 991 992 993 994 995 996 997 998 999